# Ghana op de Olympische Zomerspelen 1972
Ghana nam deel aan de Olympische Zomerspelen 1972 in München, West-Duitsland. Na eerder succes in 1960 en 1964 werd dit keer de derde Ghanese medaille behaald.

## Medailleoverzicht
| Sport  | Olympiër       | Onderdeel | Medaille |
| ------ | -------------- | --------- | -------- |
| Boksen | Prince Amartey | -75kg (m) | Brons    |

## Deelnemers en resultaten

### Atletiek
| Olympiër                                                     | Discipline             | Resultaat | Prestatie                                                                                            |
| ------------------------------------------------------------ | ---------------------- | --------- | --- |
| George Daniels                                               | 100m (m)               | 45e       | serie 6: 4de in 10,65                                                                                |
| Sandy Osei-Agyemang                                          | 100m (m)               | 35e       | serie 3: 2de in 10,52 kwartfinale 2: 5de in 10,66                                                    |
| James Addy                                                   | 200m (m)               | DSQ       | serie 8: 3de in 21,06 kwartfinale 3: gediskwalificeerd                                               |
| George Daniels                                               | 200m (m)               | 27e       | serie 7: 3de in 21,05 kwartfinale 2: 5de in 21,10                                                    |
| Sam Bugri                                                    | 400m (m)               | 36e       | serie 3: 4de in 47,83 kwartfinale 1: 8ste in 47,34                                                   |
| Billy Fordjour                                               | 1500m (m)              | 64e       | serie 4: 10de in 4.08,2                                                                              |
| Robert Hackman                                               | 3000m steeplechase (m) | 64e       | serie 3: 12de in 8.57,6                                                                              |
| Ohene Karikari James Addy Sandy Osei-Agyemang George Daniels | 4x100m (m)             | 15e       | serie 3: 2de in 39,46 halve finale 1: 7de in 39,9                                                    |
| Michael Ahey                                                 | verspringen (m)        | 29e       | kwalificatie groep A: 17de met 7,39m                                                                 |
| Joshua Owusu                                                 | verspringen (m)        | 4e        | kwalificatie groep B: 4de met 7,93m finale: 4de met 8,01m                                            |
| Johnson Amoah                                                | hink-stap-springen (m) | 21e       | kwalificatie groep A: 12de met 15,84m                                                                |
| Moise Pomaney                                                | hink-stap-springen (m) | 23e       | kwalificatie groep B: 11de met 15,72m                                                                |
|                                                              |                        |           | |
| Hannah Afriyie                                               | 100m (v)               | 31e       | serie 4: 4de in 11,90 kwartfinale 2: 7de in 12,04                                                    |
| Alice Anum                                                   | 100m (v)               | 6e        | serie 3: 2de in 11,54 kwartfinale 3: 3de in 11,45 halve finale 1: 4de in 11,47 finale: 6de in 11,41  |
| Hannah Afriyie                                               | 200m (v)               | 25e       | serie 3: 4de in 24,38 kwartfinale 3: 7de in 24,47                                                    |
| Alice Anum                                                   | 200m (v)               | 7e        | serie 1: 1ste in 23,15 kwartfinale 2: 2de in 22,95 halve finale 2: 4de in 23,30 finale: 7de in 22,99 |

### Boksen
| Olympiër           | Discipline  | Resultaat | Prestatie |
| ------------------ | ----------- | --------- | --- |
| George Daniels     | -54kg (m)   | 9e        | 1ste ronde: vrij 2de ronde: W van FRG Schäfer: 3-2 3de ronde: V van INA Moniaga: 1-4                                          |
| Cofie Joe          | -57kg (m)   | 33e       | 1ste ronde: V van CUB Palacios: 1-4                                                                                           |
| Odartey Lawson     | -63,5kg (m) | 17e       | 1ste ronde: V van NIG Dabore: scheidsrechterlijke beslissing                                                                  |
| Emma Flash Ankudey | -67kg (m)   | 17e       | 1ste ronde: vrij 2de ronde: V van MGL Bandi: 2-3                                                                              |
| Ricky Barnor       | -71kg (m)   | 33e       | 1ste ronde: V van CUB Garbey: 0-5                                                                                             |
| Prince Amartey     | -75kg (m)   | Brons     | 1ste ronde: vrij 2de ronde: W van MEX Espinosa: 5-0 kwartfinale: W van DEN Knudsen: 3-2 halve finale: V van FIN Virtanen: 2-3 |

### Voetbal
| Olympiër | Discipline | Resultaat | Prestatie                                                        |
| --- | ---------- | --------- | ---------------------------------------------------------------- |
| Oliver Acquah Armah Akuetteh Edward Boye Abukari Caribah Joseph Derchie John Eshun Albert Essuman Henry Lante Frankrijk Joe Ghartey Malik Jabir Osei Kofi Peter Lamptey Essel Badu Mensah Alex Mingle Clifford Odame Kwasi Owusu Joseph Sam Yaw Sam Ibrahim Sunday | -54kg (m)  | 16e       | groep D: 4de V van DDR: 0-4 V van Polen: 0-4 V van Colombia: 1-3 |

| Groep D |          |             |             |             |             |            |            |            |        |
| #       | Land     | Wedstrijden | Wedstrijden | Wedstrijden | Wedstrijden | Doelpunten | Doelpunten | Doelpunten | Punten |
| #       | Land     | G           | W           | G           | V           | V          | T          | Saldo      | Punten |
| 1       | Polen    | 3           | 3           | 0           | 0           | 11         | 2          | +9         | 6      |
| 2       | DDR      | 3           | 2           | 0           | 1           | 11         | 3          | +8         | 4      |
| 3       | Colombia | 3           | 1           | 0           | 2           | 5          | 12         | -7         | 2      |
| 4       | Ghana    | 3           | 0           | 0           | 3           | 1          | 11         | –10        | 0      |

| Ronde       | Datum      | Plaats   | Land | Score | Land |
| ----------- | ---------- | -------- | ---- | ----- | ---- |
| Groepsfase  |            |          |      |       |      |
| 28 augustus | München    | DDR      | 4-0  | Ghana |      |
| 30 augustus | Regensburg | Polen    | 4-0  | Ghana |      |
| 1 september | München    | Colombia | 3-1  | Ghana |      |

Afghanistan · Albanië · Algerije · Amerikaanse Maagdeneilanden · Argentinië · Australië · Bahama's · Barbados · België · Bermuda · Birma · Bolivia · Bondsrepubliek Duitsland · Brazilië · Brits-Honduras · Bulgarije · Canada · Ceylon · Chili · Colombia · Congo-Brazzaville · Costa Rica · Cuba · Dahomey · Denemarken · Dominicaanse Republiek · Duitse Democratische Republiek · Ecuador · Egypte · El Salvador · Ethiopië · Fiji · Filipijnen · Finland · Frankrijk · Gabon · Ghana · Griekenland · Groot-Brittannië · Guatemala · Guyana · Haïti · Hongarije · Hongkong · Ierland · IJsland · India · Indonesië · Iran · Israël · Italië · Ivoorkust · Jamaica · Japan · Joegoslavië · Kameroen · Kenia · Khmerrepubliek · Koeweit · Lesotho · Libanon · Liberia · Liechtenstein · Luxemburg · Madagaskar · Malawi · Maleisië · Mali · Malta · Marokko · Mexico · Monaco · Mongolië · Nederland · Nederlandse Antillen · Nepal · Nicaragua · Nieuw-Zeeland · Niger · Nigeria · Noord-Korea · Noorwegen · Oeganda · Oostenrijk · Opper-Volta · Pakistan · Panama · Paraguay · Peru · Polen · Portugal · Puerto Rico · Roemenië · San Marino · Saoedi-Arabië · Senegal · Singapore · Soedan · Somalië · Sovjet-Unie · Spanje · Suriname · Swaziland · Syrië · Taiwan · Tanzania · Thailand · Togo · Trinidad en Tobago · Tsjaad · Tsjecho-Slowakije · Tunesië · Turkije · Uruguay · Venezuela · Verenigde Staten · Vietnam · Zambia · Zuid-Korea · Zweden · Zwitserland